# Platynereis uniseris
Platynereis uniseris är en ringmaskart som beskrevs av Anne D. Hutchings och Reid 1991. Platynereis uniseris ingår i släktet Platynereis och familjen Nereididae. Inga underarter finns listade i Catalogue of Life.